# Фтемов, Павел Иванович
Павел Иванович Фтемов (10 декабря 1907, Хмельницкая область — 1980) — колхозник колхоза имени Третьей пятилетки Тайшетского района Иркутской области.

## Биография
Родился 10 декабря 1907 года в деревне Малиновцы Каменец-Подольской губернии, Каменец-Подольского района Хмельницкой области Украины в семье зажиточного крестьянина. Украинец.
В 1932 году Фтемовы были раскулачены и сосланы в Иркутскую область. Жили в посёлке Суетиха (ныне Бирюсинск) Тайшесткого района. Здесь Павел работал на лесопильном заводе, а позже, с 1937 года, на лесозаготовке в селе Талая. После отбытия назначенного срока Павел вернулся к семье, которая к этому времени перебралась в деревню Тимирязевка того же района. Поступил на работу в колхоз имени Третьей пятилетки.
В августе 1942 года был призван в Красную Армию. Воевал на Западном и 2-м Прибалтийском фронтах в составе 43-й стрелковой дивизии телефонистом роты связи. Был дважды ранен и тяжело контужен. Победу встретил под Кёнигсбергом. После демобилизации вернулся домой.
П. И. Фтемов самоотверженно трудился в своём колхозе. В 1949 году он был награждён орденом Ленина. В том же году обеспечил получение высокого урожая зерновых: пшеницы по 30 центнеров с гектара на площади 16,4 гектара и ржи по 30,9 центнера с гектара на площади 4 гектара.
Указом Президиума Верховного Совета СССР от 1 июля 1950 года «в соответствии с Указом Президиума Верховного Совета СССР от 24 апреля 1948 года за получение высоких урожаев пшеницы и ржи при выполнении колхозами обязательных поставок и контрактов по всем видам сельскохозяйственной продукции, натуроплаты за работу в МТС в 1949 году и обеспеченности семенами всех культур в размере полной потребности для весеннего сева 1950 года» Фтемову Павелу Ивановичу присвоено звание Героя Социалистического Труда с вручением ордена Ленина и золотой медали «Серп и Молот».
Со временем стали давать о себе знать ранения и контузия, пришлось взяться за работу полегче, и до ухода на пенсию, в 1967 году, работал учётчиком.
Жил в деревне Тимерязевка.
Павел Иванович Фтемов умер в 1980 году. Похоронен на кладбище в деревне Тимирязевка.

## Награды
- два ордена Ленина
- Орден Красной Звезды
- Медаль «За боевые заслуги»
- Медаль «Серп и Молот»
- другие медали